# Aboubakar Keita
Aboubakar Keita (Abidjan, 5 november 1997) is een Ivoriaans voetballer. Hij speelt sinds 2019 bij OH Leuven. 

## Carrière

### FC Kopenhagen
Keita tekende kort voor zijn 18e verjaardag een contract bij FC Kopenhagen waar hij begon bij het jeugdteam (-19). Op 11 januari 2016 werd hij opgenomen in de A-kern. Op 13 maart 2016 maakte Keita zijn debuut voor FC Kopenhagen tegen Aab Aalborg. Hier viel hij in voor William Kvist. De volgende wedstrijd startte hij in de basis in de bekerwedstrijd tegen Randers FC. Nadien volgden nog twee uitleenbeurten naar Halmstads BK en naar Stabæk Fotball.

### OH Leuven
In 2019 werd Keita uitgeleend aan OH Leuven. Hierin maakte hij meteen indruk waarbij OH Leuven besliste om hem definitief aan te trekken.

## Internationaal
Hij speelde tot dusver 1 wedstrijd voor de -23 van Ivoorkust.